# Antonio Albano
Antonio Albano (Napoli, 15 gennaio 1952) è un ex calciatore italiano, di ruolo centrocampista.

## Biografia
Sposatosi con Anna, ha due figli, Lino e Andrea.

## Carriera
Nasce e cresce a Fuorigrotta, quartiere di Napoli, e sin da giovane è subito notato dalla società partenopea, nella quale fa tutta la trafila delle giovanili partendo dai "Giovanissimi" fino ad arrivare in prima squadra.
Debuttò in campionato con la Sessana, disputando 21 partite nella Serie D 1972-1973 durante le quali mise a segno 8 reti.
Tornò al Napoli, dove rimase nelle due stagioni successive, nelle quali i partenopei sfiorarono lo scudetto. Albano giocò in azzurro 15 partite, le uniche in massima serie della sua carriera, senza segnare reti. In particolare, collezionò 11 presenze nel campionato 1973-1974, concluso dai partenopei al 3º posto, e 4 gettoni l'anno seguente, nel quale la squadra campana conquistò il 2º posto. Il debutto avvenne il 18 novembre 1973, subentrando a Riccardo Mascheroni al 61' della gara pareggiata per 1-1 sul campo della Fiorentina.
Dopo una breve esperienza al Brindisi, con la cui maglia disputò una partita in Serie B mettendo a segno una rete, nel mercato autunnale del campionato 1975-1976 si trasferì in Serie C alla Nocerina. Successivamente militò per due stagioni nella Paganese, ancora in Serie C. Nel 1978 approda alla Frattese alla corte di Mr.  Cané  nelle due stagioni con i Nerostellati vince una promozione in Serie C . Gli ultimi anni li trascorre al Real Marcianise per poi chiudere nel 1984 la carriera in quarta serie col Valdiano.
Si ritira dal calcio a soli 26 anni, tornando a una vita più umile. In seguito trova lavoro in una farmacia: nel 1992, dopo aver incontrato casualmente Lino Russo, il medico del Napoli, entra a far parte dello staff medico dei partenopei come magazziniere. Fin da giovane conosce Paolo Cannavaro. Inoltre, è attribuito a lui il lancio di Fabio Cannavaro, fratello di Paolo che in seguito diverrà campione del mondo nel 2006 e che all'epoca, nonostante fosse ancora nelle giovanili del Napoli, stava per essere ceduto: Marcello Lippi avrebbe cominciato a schierarlo proprio su consiglio di Albano.

## Statistiche

### Presenze e reti nei club
| Stagione        | Squadra         | Campionato      | Campionato | Campionato | Coppe nazionali | Coppe nazionali | Coppe nazionali | Coppe continentali | Coppe continentali | Coppe continentali | Altre coppe | Altre coppe | Altre coppe | Totale | Totale |
| Stagione        | Squadra         | Comp            | Pres       | Reti       | Comp            | Pres            | Reti            | Comp               | Pres               | Reti               | Comp        | Pres        | Reti        | Pres   | Reti   |
| --------------- | --------------- | --------------- | ---------- | ---------- | --------------- | --------------- | --------------- | ------------------ | ------------------ | ------------------ | ----------- | ----------- | ----------- | ------ | ------ |
| 1969-1970       | Napoli          | A               | 1          | 0          | CI              | 0               | 0               | CF                 | 1                  | 0                  | -           | -           | -           | 2      | 0      |
| 1971-1972       | Napoli          | A               | 0          | 0          | CI              | 1               | 0               | CU                 | 0                  | 0                  | -           | -           | -           | 1      | 0      |
| 1973-1974       | Napoli          | A               | 11         | 0          | CI              | 2               | 1               | -                  | -                  | -                  | -           | -           | -           | 13     | 1      |
| 1974-1975       | Napoli          | A               | 4          | 0          | CI              | 3               | 0               | CU                 | 0                  | 0                  | -           | -           | -           | 7      | 0      |
| Totale Napoli   | Totale Napoli   | Totale Napoli   | 15         | 0          |                 | 6               | 1               |                    | 0                  | 0                  |             |             |             | 23     | 1      |
| Totale carriera | Totale carriera | Totale carriera | ?          | ?          |                 | ?               | ?               |                    | ?                  | ?                  |             | ?           | ?           | ?      | ?      |